# 上北雙子
上北雙子（1960年8月11日—）是日本的漫畫家，双胞胎姐妹，獅子座，B型血，高知縣出生。

## 概要
二人為雙胞胎姊妹，本名為上北實那（上北実那，姐姐）與上北希沙（上北希沙，妹妹），
經常一起創作作品，共同筆名為上北ふたご，其他筆名為上北澤双子和上北姊妹。
曾經在擔任動畫繪製、設計及漫畫繪圖。在第29屆赤塚獎以上北双子的名義得獎，『RED HOT（於1989年集英社·週刊少年Jump特別增刊Winter Special刊載）』作品才在日本漫畫界亮相。
2002年，以在《Nakayoshi》雜誌初次連載，從此出道。
現為漫畫家。與講談社的關係密切，常與東堂泉合作『光之美少女系列』的動畫、電影的漫畫版。其作品經常於《Nakayoshi》（講談社）連載，也曾經設計過許多動畫的人物、怪獸等，與動畫的關係工作依然持續不斷。除《Nakayoshi》外，二人也在『Nankuro』雜誌上作插圖的工作。

## 漫畫作品

### 《Super Jump》連載作品
- 大人のないしょ話 〜トビーとエルカのドキドキ日記〜 ※上北沢ふたご名義

### 《Nakayoshi》連載作品
- きまぐれマタタビシスターズ （Nakayoshi Lunlun）  ※上北沢ふたご名義
- 被喊了就蹦出來！小哈欠（日语：よばれてとびでて!アクビちゃん）
- 小魔鏡μ[2]
- 光之美少女系列
  - 光之美少女接續光之美少女 Max Heart
  - 光之美少女Splash Star
  - Yes! 光之美少女5接續Yes! 光之美少女5 GoGo!
  - FRESH光之美少女!（全13話）[3]
  - Heartcatch 光之美少女!（於《Nakayoshi》3月號連載）
  - Suite 光之美少女♪
  - Smile 光之美少女！
  - DokiDoki！光之美少女
  - Happiness Charge 光之美少女！
  - Go！Princess 光之美少女
  - 魔法使 光之美少女！
  - KiraKira☆光之美少女 A La Mode
  - HUG！光之美少女
  - 星光閃亮☆光之美少女
  - Healin' Good ♥ 光之美少女
  - Tropical-Rouge！光之美少女
  - Delicious Party ♡ 光之美少女
  - 開闊天空！光之美少女

為了配合動畫的每週一集，往往以文字簡述漫畫劇情，或以匆促的內容帶過，簡略戰鬥或變身畫面。

### 單行本
- 光之美少女（全1冊）
- 光之美少女Splash Star（單行本第1冊）
- 「我們是光之美少女」系列漫畫電影版
  - 電影 光之美少女 Max Heart（全一冊）
  - 電影 光之美少女 Max Heart 2 雪空之友（全一冊）
  - 電影 光之美少女Splash Star 滴嗒滴答千均一髮!（全一冊）

### 動畫解說書刊
- 《フレッシュプリキュア！ おはなしブック！》
  - 動畫解說：FRESH光之美少女!動畫至24集的內容解說／百香果天使特別介紹
  - 漫畫收錄：FRESH光之美少女!漫畫1~6話

- 《ハートキャッチプリキュア！＆フレッシュプリキュア！　おはなしブック！》
  - 動畫情報：FRESH光之美少女!動畫的內容解說／Heartcatch 光之美少女!動畫內容簡介
  - 漫畫收錄：FRESH光之美少女!漫畫7~13話、Heartcatch 光之美少女!漫畫第1話

- 《ハートキャッチプリキュア！　おはなしブック！　まるごとキュアサンシャイン！》
  - 動畫情報：Heartcatch 光之美少女!動畫至23集的內容解說／陽光天使特別介紹
  - 漫畫收錄：Heartcatch 光之美少女!漫畫1話~7話

## 動畫作品
- 時間飛船系列
  - 龍威 （1982年－1983年，客席角色設計）
  - 逆転イッパツマン （1982年－1983年，客席角色設計）
  - イタダキマン （1983年，客席角色設計）
  - 時間飛船 2000 怪盗 閃耀的男人 （2000年，角色設計）
  - 小雙俠第二作 （2008年，角色設計）
- よろしくメカドック （1984年－1985年，角色設計）
- 被喊了就蹦出來！小哈欠 （2001年－2002年，客席角色設計）
- 遊戲王－怪獸之決鬥GX （2004年－2008年，客席怪獸設計）
- 一発必中!! デバンダー （2012年，角色設計）

## 補充資料、註釋

### 補充資料
- 加藤Layzna. . webマガジン幻冬舍. 2010-10-20  [2016-12-11]. （原始内容存档于2020-01-28） （日语）.

## 外部連結
- . 橫山隆一記念漫畫館.   [2016-12-11]. （原始内容存档于2020-01-28） （日语）.
- 上北雙子的Twitter頁面 （页面存档备份，存于）